# Европейски съвет за научни изследвания
Европейският съвет за научни изследвания (на английски: European Research Council, ERC) е публична организация, създадена от Европейската комисия през 2007 г., за финансиране на фундаментални научни изследвания, провеждани в Европейския съюз (ЕС). Състои се от независим Научен съвет и Изпълнителна Агенция (ERCEA). Научният съвет е управляващият орган на ERC, определящ стратегията и методологията за научно финансиране, съставен от 21 видни учени. Настоящият президент на ERC, който е и председател на Научния съвет, е проф. Жан-Пиер Бургиньон (Jean-Pierre Bourguignon). Изпълнителната агенция е изпълнителният орган, който управлява поканите за предложения за проекти и следи за нормалното протичане на финансираните проекти. Европейският съвет за научни изследвания функционира като част от рамковата програма на наука и иновации на ЕС – Хоризонт 2020. Бюджетът на ERC е част от бюджета на ЕС и в частност този на Хоризонт 2020. За периода 2014-2020 той е малко над 13 млрд. евро.
Учени от всички държави членки на ЕС, както и от страните, асоциирани към Хоризонт 2020, могат да кандидатстват за грантовете на Европейския съвет за научни изследвания. От основаването му през 2007 г. над 5000 учени са получили грантове. Освен ръководителите в научните екипи, работещи по финансирани от ERC проекти, работят над 40 000 души като докторанти, пост докторанти, млади учени и други професионалисти.
Основен принцип на функциониране на Европейския съвет за научни изследвания е липсата на приоритети за финансиране, което означава, че се допускат за кандидатстване предложения от всяка научна област. Проектните предложения се оценяват от експерти и учени в съответната област, като единственият критерий за оценка е научната стойност и потенциала за постигане на научен пробив.

## Грантови схеми
| Грант                  | Квалификация                                           | Размер          | Период       |
| ---------------------- | ------------------------------------------------------ | --------------- | ------------ |
| Starting Grant         | От 2 до 7 години опит след получаване на докторантура  | до €1,5 милиона | до 5 години  |
| Consolidator Grant     | От 7 до 12 години опит след получаване на докторантура | до €2 милиона   | до 5 години  |
| Advanced Grant         | Над 10 години самостоятелен научен опит                | до €2,5 милиона | до 5 години  |
| Proof of Concept Grant | Притежатели на ERC грант                               | до €150 000     | до 18 месеца |